# Parrano (kaas)
Parrano is een Nederlandse kaas, die wat betreft smaak  iets weg heeft van Italiaanse kazen als Parmiggiano Reggiano of Grana Padano.

## Smaak en productie
Volgens de producent van Parrano (FrieslandCampina (vanaf 2017, daarvoor Uniekaas) is deze kaas bedoeld om te gebruiken bij het bereiden van pasta, pizza, risotto, carpaccio en salades en heeft deze kaas een echt Italiaans karakter. De smaak is wat zoetig, nootachtig en pikant. Parrano wordt doorgaans in snippers aangeboden.

## Italiaans karakter?
Het televisieprogramma Keuringsdienst van waarde onderzocht in 2019 het Italiaanse karakter van Parrano. Het programma liet zien dat de kaas in Nederland gemaakt wordt met Nederlandse melk. Het heeft dus wat dat betreft niets te maken met het Italiaanse plaatsje Parrano. Er wordt zuursel aan de kaas toegevoegd dat zorgt dat de kaas een notige en hartige smaak geeft. De smaak van de Italiaanse kazen zou te maken hebben met de grond waar de koeien grazen. De Italiaanse kazen rijpen bovendien twaalf of meer maanden, terwijl dat voor de Nederlandse Parrano kaas ongeveer 20 weken is. 